# Крисалис
«Крисалис» (фр. Chrysalis) — французский фантастический фильм режиссёра Жульена Леклерка. Фильм вышел в прокат во Франции 31 октября 2007 года.

## Сюжет
В 2025 году в Париже, лейтенант полиции Дэвид Хоффман расследует события связанные с юной девушкой по имени Манон, которая воскресла после автоаварии. Хоффман находит связь между убийством и контрабандистом Димитрием Николовым, которого он обвиняет в смерти своей жены. В итоге расследование Хоффмана приводит его в «художественную» клинику пластической хирургии, чья цель проникнуть глубже кожи и плоти, чтобы изменить память и личность.

## В ролях
| Актёр            | Роль             |
| ---------------- | ---------------- |
| Альбер Дюпонтель | Дэвид Хоффман    |
| Эстель Лефебур   | Клара            |
| Мари Гийар       | Мари Беккер      |
| Март Келлер      | профессор Брюген |
| Мелани Тьерри    | Манон            |
| Ален Фигларц     | Димитрий Николов |

## Создание
«Крисалис» — первый полнометражный фильм срежиссированный Жульен Леклерк. Фильм продолжает современную тему киберпанка во французском кино, следуя за «Бессмертные: Война миров» ("бессмертный" в американском прокате) Энки Билала (2004) и «Возрождением» Кристиана Фолькмана (2006), предшествуя «Eden Log» Франка Вестеля (2007) и «Dante 01» Марка Каро (2008). «Крисалис» оформлен в стиле фильм нуар и вдохновлён франко-бельгийскими комиксами. Фильм отдаёт дань почтения картине Жоржа Франжю 1960 года «Eyes Without a Face».

## Релиз
Премьера «Крисалиса» состоялась на французском кинофестивале Lille La Nuit 25 июня 2007 года. Затем он был продемонстрирован на Международном кинофестивале в Торонто в сентябре 2007 года. Фильм вышел в коммерческий прокат по Франции 31 октября 2007 года. Релиз DVD-версии состоялся 9 июня 2008 года.